# Ubaldi (cognome)
Ubaldi è un cognome di lingua italiana.

## Varianti
Ubaldini, Ubaldo, Uboldi.

## Origine e diffusione
Cognome tipicamente panitaliano, è presente prevalentemente in Italia centro-settentrionale.
Potrebbe derivare dal prenome Ubaldo, dal germanico hug, "consiglio" (da cui anche il cognome Ugo), e baltha, "ardito" (da cui anche Baldi e Vivaldi).
La variante Uboldi compare nel Triveneto.

## Persone
- Elvio Ubaldi (1947-2014) – politico italiano
- Marzia Ubaldi (1938-2023) – attrice, cantante e doppiatrice italiana
- Paolo Ubaldi (1872-1934) – presbitero, salesiano e filologo italiano